# 어도비 에어로
어도비 에어로(Adobe Aero)는 어도비(Adobe Inc.)가 크리에이티브 클라우드(Creative Cloud)에 제공하는 증강현실 제작 및 퍼블리싱 도구이다.iOS용으로도 사용할 수 있지만 macOS와 Windows용 버전은 현재 공개 베타 상태이다. 어도비 에어로는 원래 어도비 MAX 2018에서 iOS 사용자를 위한 비공개 베타로 발표되었으며, 어도비 MAX 2019에서 공식 출시되었다.
에어로(Aero)는 Dimension, Mixamo 및 Substant by Adobe의 3D 및 AR 시리즈의 일부이다.